# Aaptos ciliata
Aaptos ciliata är en svampdjursart som först beskrevs av Wilson 1925.  Aaptos ciliata ingår i släktet Aaptos och familjen Suberitidae.
Artens utbredningsområde är Filippinerna. Inga underarter finns listade i Catalogue of Life.